# Арано, Пауль
Кри́стиан Па́уль Ара́но Руи́с (исп. Cristian Paul Arano Ruiz; родился 23 февраля 1995 года, Санта-Крус-де-ла-Сьерра, Боливия) — боливийский футболист, защитник клуба «Хорхе Вильстерманн» и сборной Боливии.

## Клубная карьера
Арано начал профессиональную карьеру в клубе «Блуминг». 14 марта 2014 года в матче против «Насьональ Потоси» он дебютировал в чемпионате Боливии. 9 августа 2015 года в поединке против «Стронгест» Пауль забил свой первый гол за «Блуминг». В начале 2017 года Арано на правах аренды перешёл в «Петролеро». 6 марта в мате против «Реал Потоси» он дебютировал за новую команду. После окончания аренды Арано вернулся в «Блуминг».
В начале 2020 года Арано перешёл в «Хорхе Вильстерманн». 20 января в матче против «Ауроры» он дебютировал за новый клуб. 

## Международная карьера
В начале 2015 года Арано в составе молодёжной сборной Боливии принял участие в молодёжном чемпионате Южной Америки в Уругвае. На турнире он сыграл в матчах против Парагвая, Эквадора, Перу и Аргентины.
13 октября 2018 года в товарищеском матче против сборной Мьянмы Арано дебютировал за сборную Боливии.
В 2019 году в составе сборной Арано принял участие в Кубке Америки в Бразилии. На турнире он сыграл в матче против сборной Венесуэлы.